# Occidental (California)
Occidental es un lugar designado por el censo ubicado en el condado de Sonoma en el estado estadounidense de California. En el año 2000 tenía una población de 1,272 habitantes y una densidad poblacional de 98.5 personas por km².

## Geografía
Occidental se encuentra ubicado en las coordenadas 38°24′27″N 122°56′54″O / 38.4074146, -122.9483307. Según la Oficina del Censo, la ciudad tiene un área total de 12,9 km² (5 mi²), de la cual 12,9 km² (5 mi²) es tierra y 0,4 km² (0,2 mi²) (0%) es agua.

## Demografía
Según la Oficina del Censo en 2000 los ingresos medios por hogar en la localidad eran de $54,000, y los ingresos medios por familia eran $71,375. Los hombres tenían unos ingresos medios de $46,806 frente a los $29,306 para las mujeres. La renta per cápita para la localidad era de $25,970. Alrededor del 9.8% de la población estaban por debajo del umbral de pobreza.